# Кировский (Самарская область)
Ки́ровский — посёлок в Красноармейском районе Самарской области. Административный центр сельского поселения Кировский.

## История
В 1973 году указом Президиума Верховного Совета РСФСР посёлок Зайцевский переименован в Кировский.

## Население
| 2010 |
| ---- |
| 1065 |

## Улицы
| - ул. Кирова, - ул. Лесная, - ул. Молодёжная, - ул. Набережная, - ул. Полевая, | - ул. Садовая, - ул. Степная, - ул. Школьная, - ул. Шоссейная, - ул. Юбилейная. |

## Русская православная церковь
В 2023 году в посёлке был открыт Покровский Александро-Чагринский женский монастырь.